# Berend Johann von Wrangell
Bernd Johann von Wrangell (* 8. November 1662 in Tallinn; † wahrscheinlich 1731) war ein estnischer Ritter und schwedischer Soldat.
Berend Johann war Angehöriger des baltischen Adelsgeschlechts von Wrangel. Er wurde als Sohn von Hans von Wrangell (1638–1683) und seiner Frau Sophie Helene (geb. Freifräulein von Taube; 1642–1681) geboren, und vom Pastor Ollenkop in der Domkirche zu Reval getauft.
Im Jahre 1681 stand er als Fähnrich in schwedischen Diensten in Dorpat, wo er am 18. März einen Pass zu einer Reise von hier nach Schweden erhielt. 1682 war er Lieutenant und erhielt am 18. Februar 1689, als er Kapitän-Lieutenant im Carelschen Regiment zu Fuß war, den Abschied aus den schwedischen Kriegsdiensten. Er kehrte später in schwedische Kriegsdienste zurück; 1700 war er Major und 1704 Oberstlieutenant.
Am 1. Februar 1711 wurde er zum Ritterschaftshauptmann der estländischen Ritterschaft erwählt und leistete am 22. Februar desselben Jahres mit etwa hundert Edelleuten und Landräten dem kaiserlich russischen Statthalter von Estland, Fürsten Mentzikoff, den Homagial-Eid.
Er blieb Ritterschaftshauptmann bis zum 12. Februar 1713, wo ihm durch öffentliche Wahl das Amt eines Landrats beim kaiserlichen Oberlandesgericht zu Reval übertragen wurde.
Am 14. Juni 1698 vermählte er sich mit Christine Charlotte von Wrangel, Tochter des Ewert Wolmer von Wrangel von Pedua und der Elsa von Welling. Sie war geboren 1679, getauft den 24. November, besaß 1720 das Gut Halb-Kohat und verstarb den 30. Mai 1731.
Aus dieser Ehe stammten drei Söhne: Ewert Wolmar, Nils Gustav, Bernd Johann und zwei Töchter: Sophie Helene und Johanna Charlotte.
Er war Erbherr auf Tois und Mönniko-Kurtna und war bereits 1731 verstorben.